# Morrison (Colorado)
Morrison es un pueblo ubicado en el condado de Jefferson en el estado estadounidense de Colorado. En el año 2000 tenía una población de 430 habitantes y una densidad poblacional de 75.4 personas por km².

## Demografía
Según la Oficina del Censo en 2000 los ingresos medios por hogar en la localidad eran de $53,438, y los ingresos medios por familia eran $68,333. Los hombres tenían unos ingresos medios de $37,292 frente a los $30,893 para las mujeres. La renta per cápita para la localidad era de $24,347. Alrededor del 5,5% de la población estaba por debajo del umbral de pobreza.